# Tartu (prowincja)
Prowincja Tartu (est. Tartu maakond, Tartumaa) – jedna z 15 prowincji w Estonii, znajdująca się we wschodniej części kraju.

## Podział administracyjny
Prowincja jest podzielona na 8 gmin:
Gminy miejskie:
1. Tartu

Gminy wiejskie:
1. Elva
2. Kambja
3. Kastre
4. Luunja
5. Nõo
6. Peipsiääre
7. Tartu (Tartu vald)

Wcześniej, przed reformą administracyjną z 2017 roku, była podzielona na 22 gminy:
- Miejskie: Elva, Kallaste, Tartu
- Wiejskie: Alatskivi, Haaslava, Kambja, Konguta, Laeva, Luunja, Meeksi, Mäksa, Nõo, Peipsiääre, Piirissaare, Puhja, Rannu, Rõngu, Tartu, Tähtvere, Vara, Võnnu, Ülenurme

## Galeria

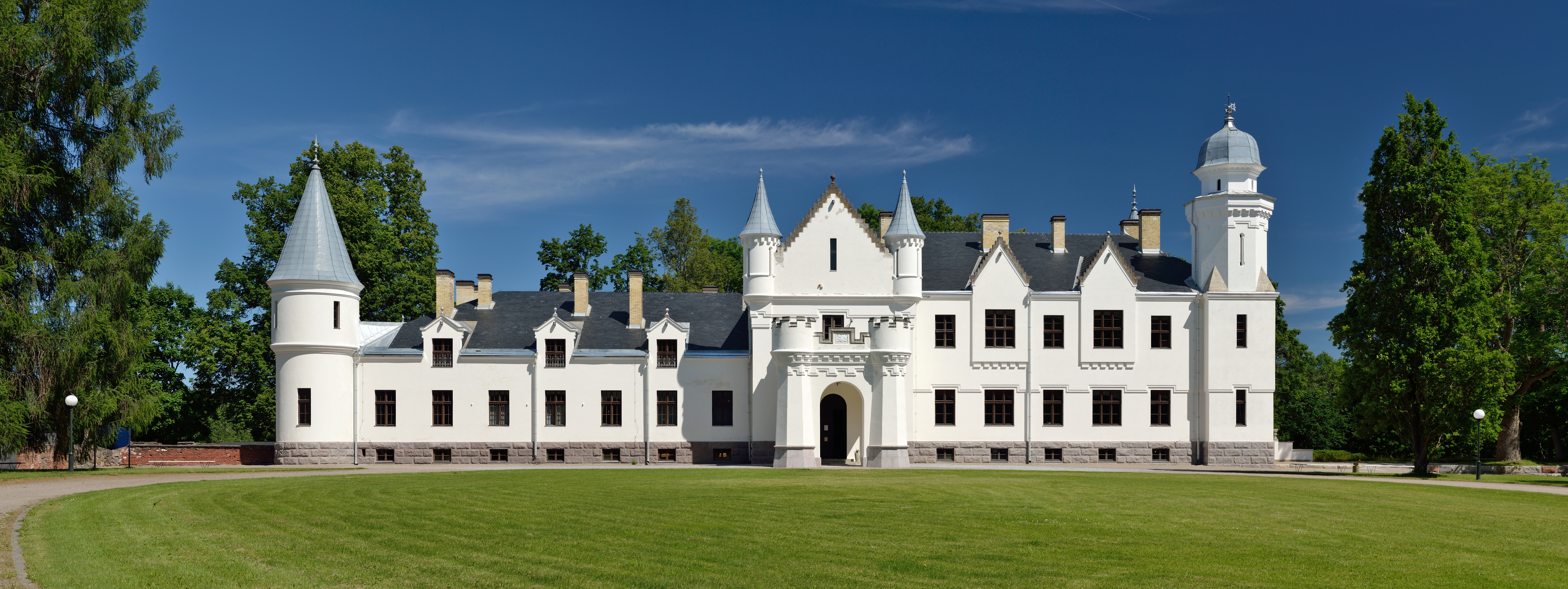
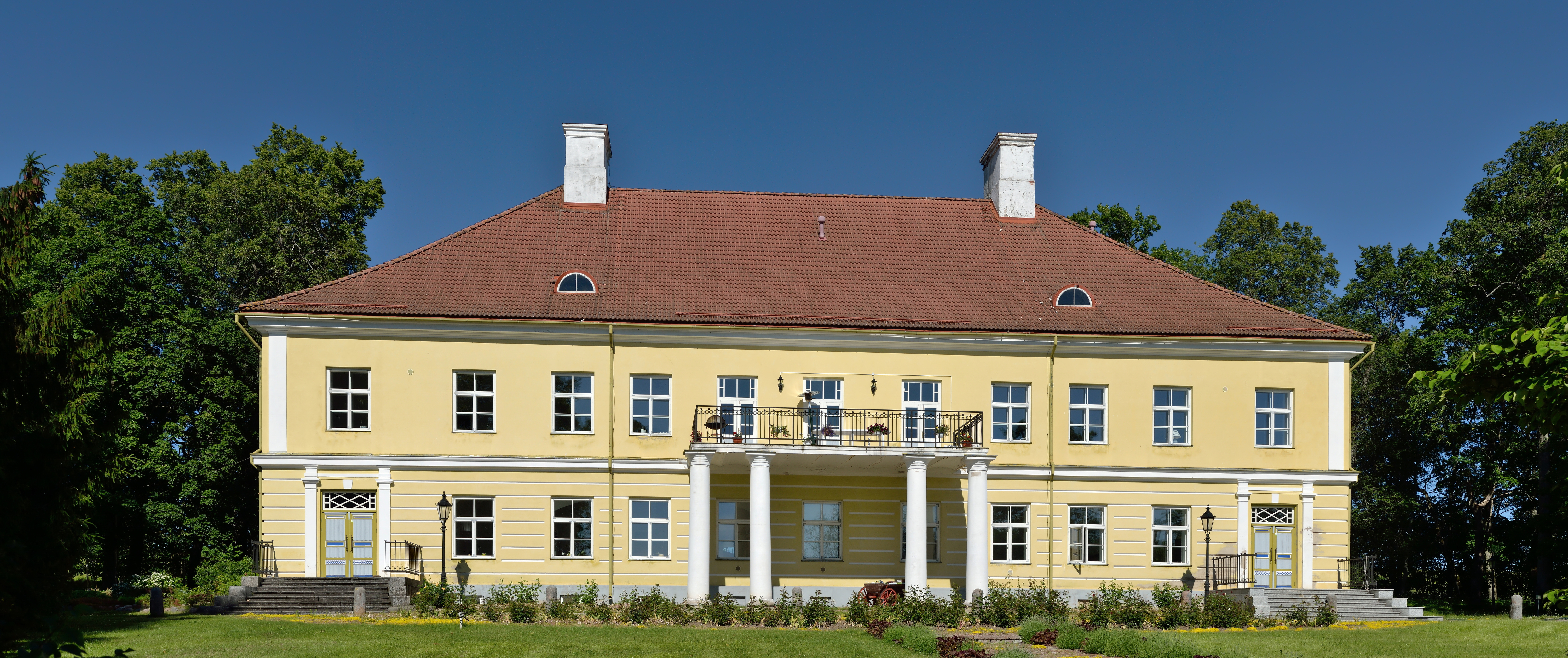
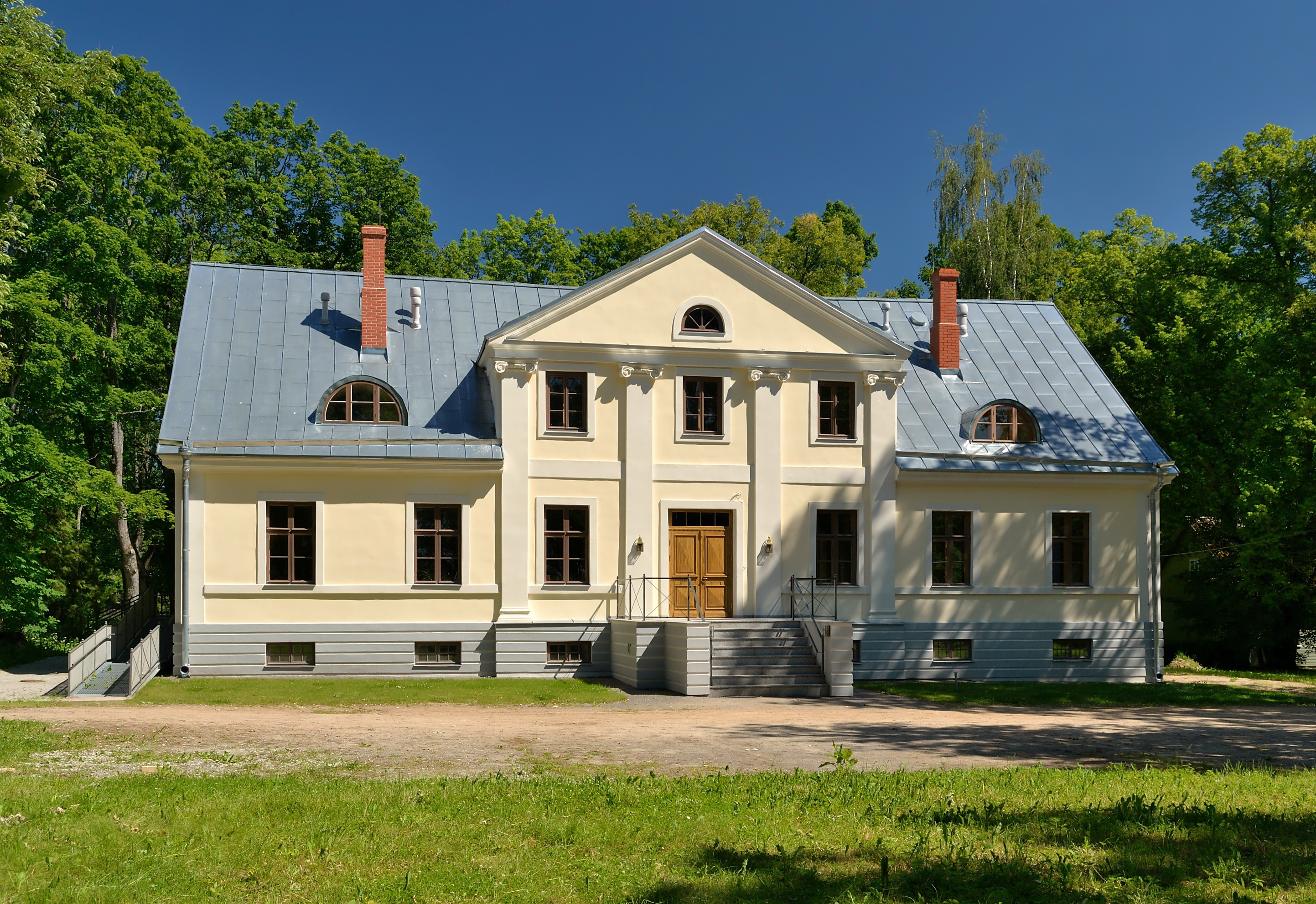
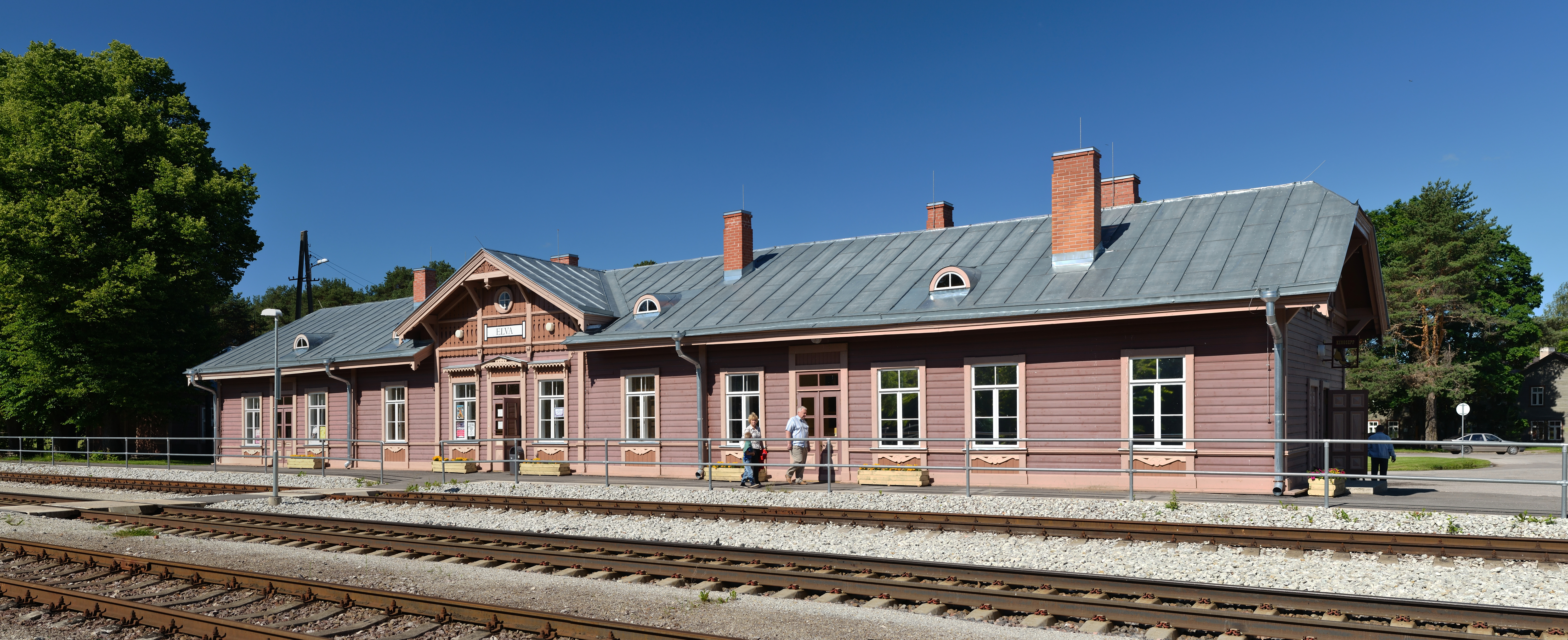